# Heavy Metal Music
| Совокупная оценка    | Совокупная оценка |
| Источник             | Оценка            |
| -------------------- | ----------------- |
| Metacritic           | 72/100            |
| Оценки критиков      |                   |
| Источник             | Оценка            |
| About.com            | [ 2 ]             |
| Allmusic             | [ 3 ]             |
| Consequence of Sound | [ 4 ]             |
| Exclaim!             | 8/10              |
| The Guardian         | [ 6 ]             |
| Loudwire             | [ 7 ]             |
| Rock Sound           | 5/10              |
| The Skinny           | [ 9 ]             |

Heavy Metal Music  — первый и единственный студийный альбом хеви-метал группы Newsted. Альбом был выпущен 6 августа 2013 года. Это первый релиз Newsted, с гитаристом Майком Машоком, который присоединился к группе после выпуска  дебютного мини-альбома - Metal (2013). Альбом единственный полноформатный релиз группы, поскольку басист Джейсон Ньюстед «заморозил» проект в начале 2014 года.

## Список композиций
| №                   | Название                    | Длительность |
| ------------------- | --------------------------- | ------------ |
| 1.                  | «Heroic Dose»               | 5:24         |
| 2.                  | «Soldierhead»               | 4:16         |
| 3.                  | «...As the Crow Flies»      | 5:58         |
| 4.                  | «Ampossible»                | 4:00         |
| 5.                  | «Long Time Dead»            | 4:32         |
| 6.                  | «Above All»                 | 4:35         |
| 7.                  | «King of the Underdogs»     | 5:57         |
| 8.                  | «Nocturnus»                 | 6:13         |
| 9.                  | «Twisted Tail of the Comet» | 5:14         |
| 10.                 | «Kindevillusion»            | 5:20         |
| 11.                 | «Futureality»               | 5:25         |
| Общая длительность: | Общая длительность:         | 57:03        |

| №   | Название      | Длительность |
| --- | ------------- | ------------ |
| 12. | «Spiderbiter» | 4:31         |
| 13. | «Godsnake»    | 5:16         |
| 14. | «Skyscraper»  | 6:35         |

| №   | Название         | Длительность |
| --- | ---------------- | ------------ |
| 15. | «The Differents» | 5:39         |

- Оба делюкс издания идут с 38 минутным документальным фильмом о создании альбома.

## Участники записи
- Jason Newsted —  вокал, бас-гитара
- Jesus Mendez Jr. —  ударные, перкуссия
- Jessie Farnsworth — ритм & соло-гитара, бэк-вокал
- Mike Mushok — соло-гитара